# Philipsburg (Saint-Martin)
Pour les articles homonymes, voir Philipsburg.
Philipsburg est la capitale du territoire néerlandais d'outre-mer Saint-Martin. Elle fut édifiée majoritairement sur une bande de terre séparant la mer d'un grand étang salé.

## Géographie

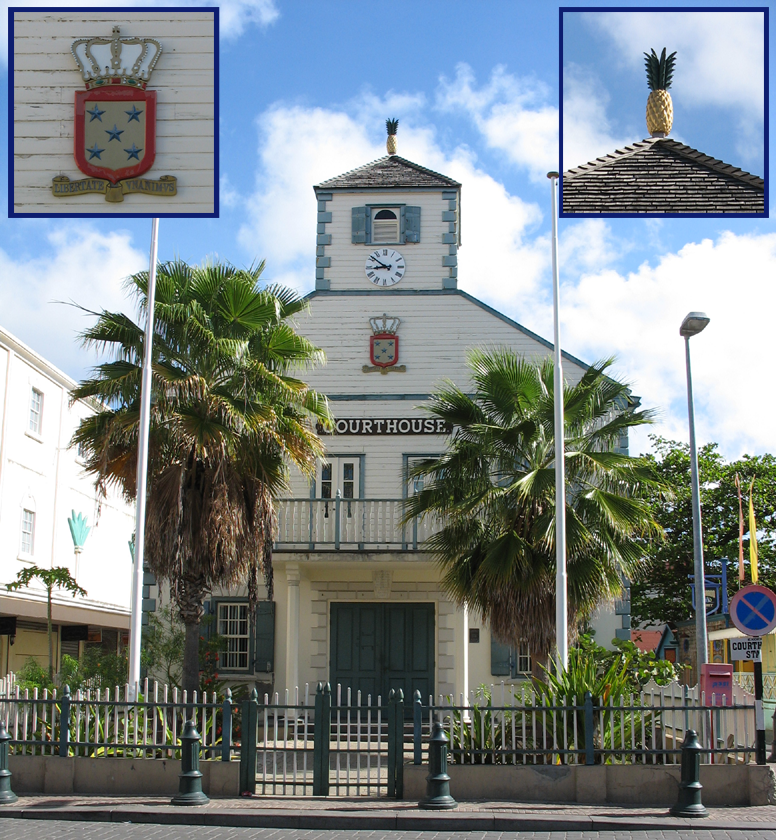
Le palais de justice de Phillipsburg.

Philipsburg est située sur la côte sud de Saint-Martin, sur un cordon littoral s'étendant entre la grande baie (Groot baai en néerlandais) et le grand étang (pond fill), une ancienne saline.
Philipsburg est le centre administratif de la partie néerlandaise de l'île. Elle fonctionne également comme le principal centre de commerce. En 2006, elle comptait 1 338 habitants. Front Street, le principal district commercial, est le cœur de la ville.
Deux anciens forts, fort Amsterdam et fort Willem I, sont situés sur les collines à l'ouest de la ville.

## Histoire
Philipsburg est fondée en 1763 par John Philips, un capitaine écossais de la marine des Pays-Bas.
La ville, le port, les infrastructures sont très lourdement endommagées après le passage de l'ouragan Irma sur Saint-Martin le 6 septembre 2017. Dès le lendemain, le gouvernement des Pays-bas fait parvenir une aide d'urgence (matérielle, personnels et militaires) amenée par deux navires de la marine néerlandaise.
| Dégâts à Philipsburg et arrivée du chaland Pelikaan le 8 septembre. |  | Dégâts à Philipsburg et arrivée du chaland Pelikaan le 8 septembre. |  | Dégâts à Philipsburg et arrivée du chaland Pelikaan le 8 septembre. |
| Dégâts à Philipsburg et arrivée du chaland Pelikaan le 8 septembre. |  |                                                                     |  |                                                                     |

## Transports

### Aéroport

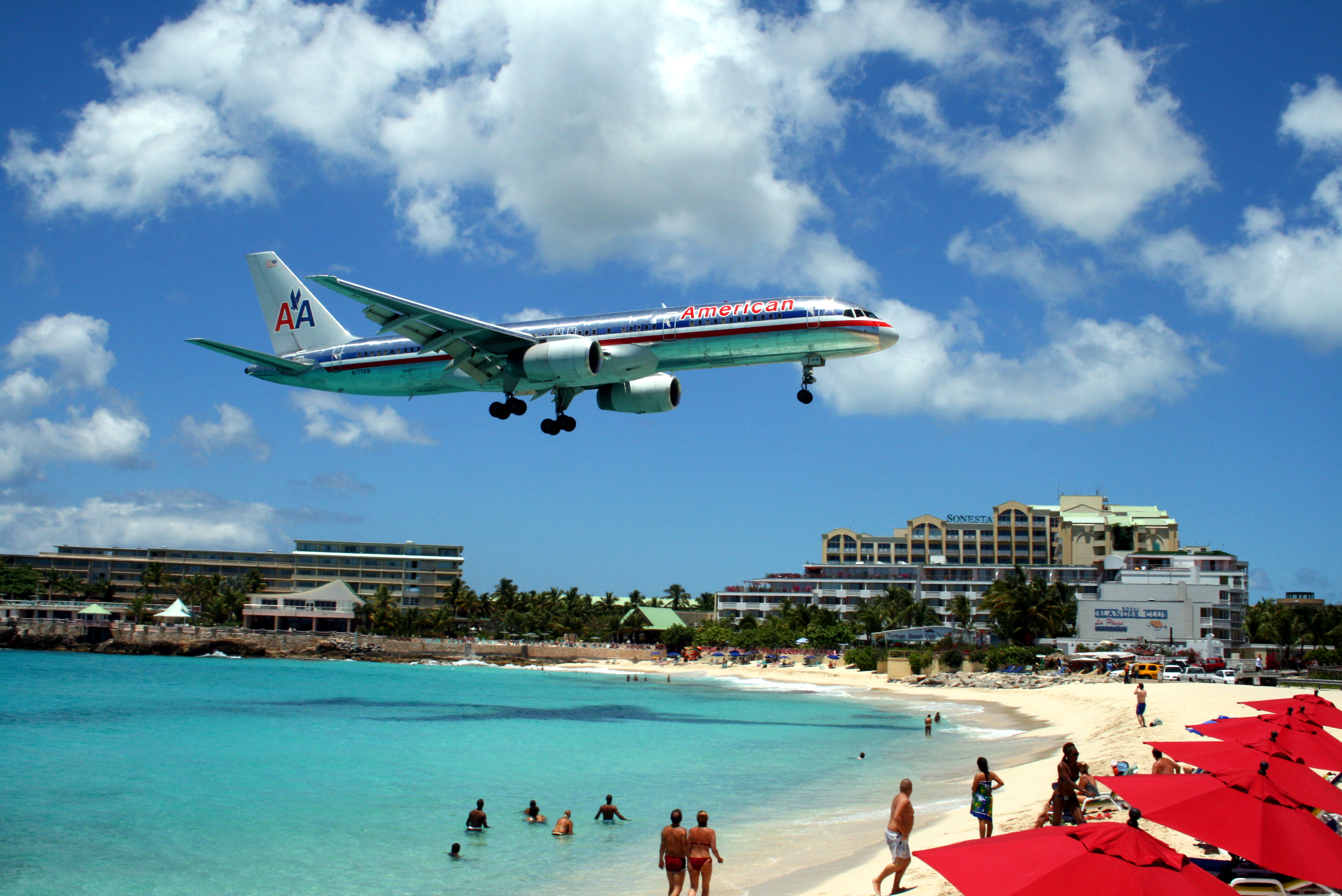
Avion survolant la plage juste avant son atterrissage sur l'aéroport international Princess Juliana.

L'aéroport international Princess Juliana, aéroport principal de l'île, est situé à l'ouest de Philipsburg. À cause de sa piste très courte, juste au bord de l'eau, les avions qui y atterrissent doivent effectuer une approche très basse à 10-20 m au-dessus de la plage, rendant cette dernière mondialement célèbre.

### Port

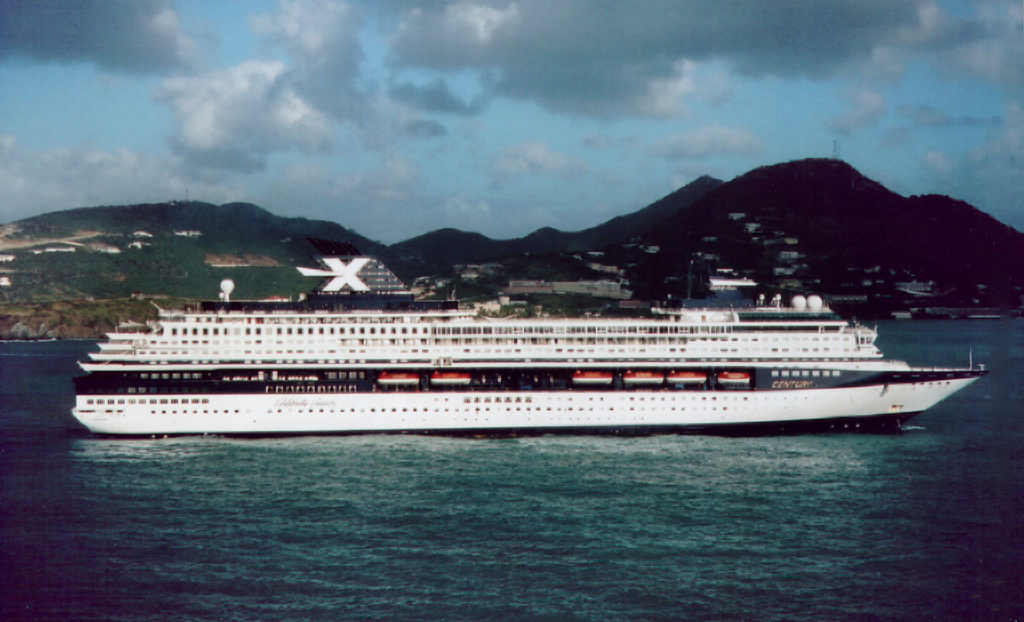
Le Celebrity Century, ancré dans la baie devant Philipsburg en 2006.

Philipsburg est le port d'attache de plusieurs navires de croisière, comme Celebrity Solstice, Crown Princess, Disney Magic ou Oasis of the Seas.